# Gumowscy herbu Rola
Gumowscy herbu Rola – polski ród szlachecki, którego pochodzenie dotychczas nie zostało gruntownie zbadane.

## Historia
Adam Boniecki uważał, że wzięli nazwisko od Gumowa w powiecie płońskim. Z kolei Seweryn Uruski pisał, że gniazdem tego rodu jest województwo łęczyckie, przy czym w XV wieku jego jedna gałąź osiedliła się na północnym Mazowszu, nabywając czy też zakładając wieś Gumowo w ziemi łomżyńskiej.
Gumowscy należeli do średniozamożnej szlachty, która następnie należała do warstwy ziemiańskiej. Przedstawiciele tego rodu za I Rzeczypospolitej pełnili liczne urzędy ziemskie na Mazowszu. Niektórzy przenieśli się do województw wschodnich, gdzie wchodzili w bliskie związki z rodami kresowymi, m.in. Ustrzyckimi, Gniewoszami, Cieszanowskimi i Morelowskimi. Jan Gumowski z województwem płockim podpisał elekcję w 1764 roku, tj. wybór Stanisława Augusta Poniatowskiego na króla Polski.
Po rozbiorach Rzeczypospolitej wylegitymowali się ze szlachectwa staropolskiego zarówno w Galicji jak i w Królestwie Polskim.